# 拉塞尔-旧比西耶尔
拉塞尔-旧比西耶尔（法語：La Serre-Bussière-Vieille，法語發音：[la sɛʁ bysjɛʁ vjɛj]）是法国克勒兹省的一个市镇，属于欧比松区。该市镇于1795-1800年间由拉塞尔（La Serre）和旧比西耶尔（Bussière-Vieille）合并而成。

## 地理
拉塞尔-旧比西耶尔（46°3'23"N, 2°19'14"E）面积14.41 平方千米，位于法国新阿基坦大区克勒兹省，该省份为法国中部省份，位于法國中央高原西北部，北起安德尔省和谢尔省，西接维埃纳省，南至科雷兹省，东临多姆山省，东北与阿列省接壤。
与拉塞尔-旧比西耶尔接壤的市镇（或旧市镇、城区）包括：尚帕尼亚、曼萨、佩拉拉诺尼耶尔、圣多梅、圣普列斯特。

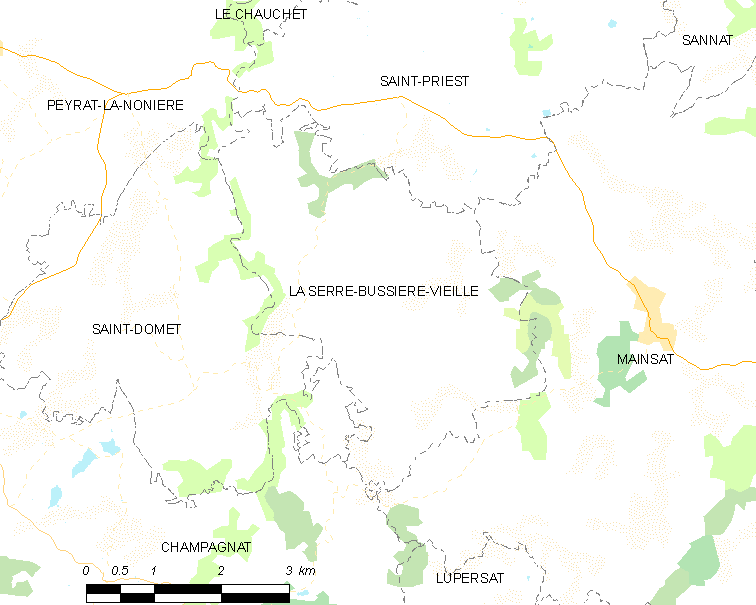
拉塞尔-旧比西耶尔的OSM定位图

拉塞尔-旧比西耶尔的时区为UTC+01:00、UTC+02:00（夏令时）。

## 行政
拉塞尔-旧比西耶尔的邮政编码为23190，INSEE市镇编码为23172。

## 政治
拉塞尔-旧比西耶尔所属的省级选区为欧比松县。

## 人口

1962-2008年间拉塞尔-旧比西耶尔人口变化图示

拉塞尔-旧比西耶尔于2022年1月1日时的人口数量为121人。